# Notoproctus oculatus
Notoproctus oculatus är en ringmaskart som beskrevs av Arwidsson 1906. Notoproctus oculatus ingår i släktet Notoproctus och familjen Maldanidae. Arten är reproducerande i Sverige.

## Underarter
Arten delas in i följande underarter:
- N. o. antarcticus
- N. o. arcticus
- N. o. minor